# Мария, мать Иисуса
«Мария, мать Иисуса» (англ. Mary, mother of Jesus) — художественный фильм производства компании «Hallmark», 1999. Другое название — «Иисус» (под которым он значится на imdb).

## Сюжет
«Мария, мать Иисуса» — свежий взгляд на Новый Завет, фантазия на евангельскую тему. Это не история Иисуса из Назарета, а история его матери, разворачивающаяся на фоне мессианских страстей, бурлящих в покоренной Римом Иудее. Необходимость перемен ощущается в знойном воздухе, в затравленных, а порой, и в горящих решимостью взглядах. Чужаки топчут Святую землю. Завоеватели ведут себя, как и положено завоевателям: «горе побеждённым». Народ иудейский в ожидании Мессии. Обстановка накалена до предела, люди не знают, куда идти, кому верить. Большинство, спасаясь от страшной действительности, судорожно хватаются за выполнение древних законов, не пытаясь понять смысла. Бог повелел. Так написано в книгах. Так было. И так будет. Слово Создателя неизменно, и не важно, что понять его нам не дано, — главное не пускать в душу ненужную жалость! Богу видней, Он знает лучше, что хорошо для Его творенья.
Мы видим юную Марию, красивую, нежную, добросердечную, она заступается за приговорённую к смерти женщину, говоря, что Бог не хочет этого, это люди извратили Его слова, но встречает фанатичный отпор старцев, приверженцев строго Закона.
Святой Дух говорит Марии, что у неё будет ребёнок, но девушка ещё не замужем, Иосиф только собирается жениться на ней. Жених и невеста трогательно прощаются, и Мария едет в Назарет, где встречает подругу Елизавету на последних месяцах беременности, а её мужа, Захарию — потерявшим способность говорить. Он лишился дара речи с тех пор, когда усомнился в пророчестве ангела о будущей беременности жены. Через несколько дней Мария узнает, что тоже беременна.
Разъяренная толпа хочет забить камнями Марию, которую до этого оставил жених, не поверивший в возможность чуда. «Веришь ли ты в то, что для Бога нет ничего невозможного?» — спрашивает восторженная Мария Иосифа, и, получив утвердительный ответ, открывает ему свой секрет — сын Бога в её чреве! Но Иосиф не верит. И никто бы не поверил. Вера ушла, народ потерял направление, остались только слова… слова Закона, мертвые без души веры. За деревьями древних мрачных обрядов не видно леса.
Иосиф, обвинив невесту в неверности, оставляет её, но ночью видит сон, где он должен кинуть первый камень в обвиненную в блуде Марию. Иосиф в ужасе, не может проснуться и тут слышит голос Бога.
Потрясенный сном, Иосиф спешит к дому Марии, которую действительно хотят убить, и успевает вовремя — первый камень уже поднят! Иосиф защищает девушку, а потом говорит, что слышал голос, и было ему откровение, и сердце его открывается для веры в невозможное.
Дальше события развиваются по знакомому сюжету — рождение младенца Иисуса в хлеву, в городе Бейт-Лехеме, жестокий царь Ирод, волхвы, Вифлиемская звезда. Позже Мария рассказывает Сыну сказку перед сном, защищает Его от жестоких мальчишек, и всё время знает, что ей предстоит пережить своего мальчика, что Он не просто ребёнок, а Сын Бога. Но разве это важно для матери? Кем бы Он ни был — в первую очередь — Он её Сын. Это главная мысль фильма — показать, что значит быть матерью. На протяжении всего действия в душе Марии происходит борьба между просто матерью и Матерью Божьего Сына. В тот момент, когда Магдалина сообщает, что Иисус схвачен, борьба прекращается, и начинается восхождение Марии на её Голгофу.
Нельзя не отметить Понтия Пилата в исполнении Роберта Эдди. Пилат появляется в оконном проеме и взирает на город, на людей, встречающих Сына Человеческого на белом осле. «Снова их мессианские глупости», — наверняка думает прокуратор. Мария поднимает глаза, встречает холодный взгляд Пилата, и страх охватывает её. Материнское сердце не может лгать — оно предчувствует беду.
Надменный Пилат, которому, в принципе, всё равно, творит «справедливый» суд. Перед нами — настоящий римлянин, несмотря на арийскую внешность. «Распни его!» — восклицает толпа, и прокуратор, поднявшись со своего кресла, отправляется умывать руки, презрительно глядя на толпу жителей ненавидимого им города.
Показателен момент встречи Марии с воскресшим Сыном. Она видит Его сияющего святостью, в небесах, и грустно опускает голову. Иисус воскрес, но её мальчик умер, и Его больше нет.
Настоящей героиней Мария становится только в самом конце, когда Апостолы прощаются с ней со словами благодарности за её оконченную работу, на что женщина отвечает: «Нет, наша работа только начинается!»

## В ролях
| Актёр              | Роль              |
| ------------------ | ----------------- |
| Кристиан Бейл      | Иисус из Назарета |
| Пернилла Август    | Мария из Назарета |
| Мелинда Киннаман   | молодая Мария     |
| Дэвид Трелфалл     | Иосиф из Назарета |
| Симона Бендикс     | Мария Магдалина   |
| Роберт Эдди        | Понтий Пилат      |
| Хьювел Беннет      | Ирод              |
| Джеральдина Чаплин | Елизавета         |
| Кристофер Рут      | Иоанн Креститель  |
| Джон Лайт          | архангел Гавриил  |
| Эндрю Грэйнджер    | Варавва           |